# TT13
| H6 | w | r · Z1 | i | i |

| H6 | w | r · Z1 | i | i |

Ez a kicsi, kétkamrás TT13 jelzésű sír a XIX. dinasztiában élt Suroj és felesége Uarnefer számára készült és a thébai nekropolisz Dirá Abu el-Naga részén található. Az erősen megrongálódott dekoráció a sír falain három különböző készenléti fázisban láthatóak, melyekről kiderül, hogy Suroj a karnaki Amon templom parázstartó-hordozóinak főnökeként szolgált.